# Jolanda van den Berg
Jolanda van den Berg (Utrecht, 9 september 1981) is een Nederlandse actrice.

## Opleiding en werk
Van den Berg studeerde in 2001 af als grafisch vormgever in Eindhoven. Daarna volgde zij een opleiding aan de Frank Sanders Academie voor musicaltheater in Amsterdam, waar zij in 2004 haar diploma behaalde.
Ze speelde in verschillende Nederlandse theaterproducties, zoals Who's afraid of Woody Allen (2011). Ook was ze te zien in verschillende Nederlandse televisieseries en films, waaronder Dertigers, CAST, Pink Moon, Black Out en De Boskampi’s. Naast acteren ontwikkelt ze nieuwe toneelstukken. Ze bedacht het concept van de voorstelling De Dans Ontsprongen, opgevoerd op 4 mei 2019 door Theater Na de Dam in het Koninklijk Theater Carré en schreef mee aan de productie Duif in Artis van Theater Na de Dam, die werd uitgevoerd op 4 mei 2023.

## Privé
Van den Berg heeft een dochter en een zoon.

## Filmografie
| Film      | Film                          | Film                     | Film             |
| Jaar      | Productie                     | Rol                      | Opmerkingen      |
| --------- | ----------------------------- | ------------------------ | ---------------- |
| 2006      | Raw Footage/ Scapegoats       |                          |                  |
| 2009      | Foeksia de Miniheks           | zeeheks                  | bijrol           |
| 2010      | Dik Trom                      | dame 2                   | bijrol           |
| 2011      | Swchrwm                       |                          | bijrol           |
| 2011      | Quiz                          | verslaggeefster          | bijrol           |
| 2012      | Black Out                     |                          | bijrol           |
| 2014      | De Boskampi's                 | baas Paul                | bijrol           |
| 2014      | Groenland                     |                          | bijrol           |
| 2017      | Kissinger                     | Nancy Kissinger          | bijrol           |
| 2022      | Pink Moon                     | moeder in winkel         | bijrol           |
| 2025      | iHostage                      | Karina                   | bijrol           |
| Televisie |                               |                          |                  |
| Jaar      | Productie                     | Rol                      | Opmerkingen      |
| 2008      | Gooische Vrouwen              | Angela Buitenzorg        | 2 aflev.         |
| 2008      | De co-assistent               |                          | 1 aflev.         |
| 2008      | Flikken Maastricht            | Chantal                  | 1 aflev.         |
| 2009      | 13 in de oorlog               | Tineke                   | 1 aflev.         |
| 2010-2011 | Zappdelict                    | Corry Ackerman en Willie | 2 aflev.         |
| 2012-2016 | Dokter Tinus                  | Jolien van Deurse        | 4 aflev.         |
| 2013      | Freddy, leven in de brouwerij | Barbara Schutten         | 4 aflev.         |
| 2017      | Papadag                       | Layla                    | 1 aflev.         |
| 2018      | Jeuk                          | De Tijdrover             | 1 aflev.         |
| 2020-2023 | Dertigers                     | Anke                     | bijrol           |
| 2023      | CAST                          | diverse rollen           | gastrol 4 aflev. |
| 2023      | Oogappels                     | Mevrouw Zandstra         | 3 aflev.         |